# 謝登之
謝登之（1519年—1582年），字汝學，號瀛洲、泰東，湖廣岳州府巴陵縣人，軍籍，明朝政治人物。

## 生平
嘉靖十九年（1540年）庚子科湖廣鄉試第一名舉人。嘉靖二十六年（1547年）中式丁未科會試第一百五十名，登第二甲第十八名進士。改翰林院庶吉士，二十八年十月授吏科给事中，三十年十一月升工科左，三十二年三月升吏科都，起复补礼科都，四十年九月升太仆寺少卿，升大理寺左少卿，四十三年十二月升光禄寺卿，四十四年七月升都察院右副都御史、巡抚应天。
隆慶元年（1567年）五月改任通政使，二年二月升工部右侍郎，四年二月轉本部左侍郎，八月升南京都察院右都御史掌院事，六年正月升南京刑部尚书。萬曆二年（1574年）六月改任户部尚书、总督仓场，尋卒，十月賜祭葬。

## 家族
曾祖謝文德，贈監察御史；祖父謝綬，壽官；父謝彬，教諭。母曹氏。兄定之；熙之，俱典仪副。